# Microplana polyopsis
Microplana polyopsis ist eine Art der Landplanarien in der Unterfamilie Microplaninae.

## Merkmale
Microplana polyopsis hat lebend eine Länge  32 Millimetern und eine Breite von 2,5 Millimetern. Die Rückenfärbung ist kieselgrau, in der Mitte befindet sich ein gelb-olivfarbener Längsstreifen. Die Bauchseite ist blasser gefärbt. Am Vorderende sitzen auf beiden Seiten bis zu acht Augen.
Im Kopulationsapparat vereinen sich die Samenkanäle in einem kurzen Samenleiter.

## Verbreitung
Microplana polyopsis wurde in der Nähe von Valcabrère im Süden Frankreichs entdeckt.

## Etymologie
Das Artepitheton ist eine Kombination der griechischen Wörter poly (dt. viele) und opsis (dt. Sicht) ab.